# Gyokuyō wakashū
Le Gyokuyō wakashū (玉葉和歌集), (Collection de feuilles de bijoux, un titre qui rappelle le Kin'yō wakashū) est une anthologie impériale de poésie japonaise du genre waka. La collection a été terminée entre 1313 et 1314, deux ou trois ans après que l'empereur retiré Fushimi l'a ordonnée vers 1311. 
L'anthologie a été compilée par Fujiwara no Tamekane, aussi connu sous le nom Kyōgoku Tamekane, un descendant de Fujiwara no Teika. Cette branche de la dynastie du poète s'est alliée avec la jeune famille Reizei, plus libérale que l'ancienne et conservatrice école poétique Nijō. 
L'anthologie est constituée de vingt volumes contenant 2 796 poèmes. Cette collection et la Fūga wakashū sont les seules anthologies impériales compilées soit par les libéraux Ryogoku soit par les libéraux Reizei.  

## Source de la traduction
- (en) Cet article est partiellement ou en totalité issu de l’article de Wikipédia en anglais intitulé « Gyokuyō Wakashū » (voir la liste des auteurs).